# Mother Earth (album de Within Temptation)
Mother Earth este cel de-al doilea album de studio al formației olandeze de metal simfonic/gotic Within Temptation.
Materialul a fost numit „albumul lunii” de către revistele OOR, Aardschok și Music Maker, iar publicația Aloha vede în Within Temptation un grup în pragul afirmării. Calitatea discului este confirmată prin succesul comercial obținut, albumul ocupând constant cele mai înalte poziții în clasamentele de specialitate din Benelux; Mother Earth este certificat cu disc de platină în Olanda (70.000 de exemplare vândute) și disc de aur în Belgia (25.000 de copii comercializate).
Pe parcursul stagiunii 2001-2002 grupul concertează intens în Europa Continentală, una dintre cele mai de succes apariții fiind pe scena festivalului Pinkpop în fața a 100.000 de spectatori. În același timp erau extrase pe single compozițiile ritmate „Ice Queen” și „Mother Earth”, dar și balada „Our Farewell” — primele două menționate s-au bucurat de succes în clasamente, sporind popularitatea albumului de proveniență.
Lansarea albumului Mother Earth a reprezentat un punct de cotitură din punct de vedere stilistic pentru formația Within Temptation. Robert Westerholt renunță la pasajele vocale agresive în favoarea glasului „angelic” al cântăreței Sharon den Adel, iar liniile melodice preluau influențe din muzica celtică și neo-folk. Recenzorii din mediul online au apreciat discul pentru că „definea noi dimensiuni în ceea ce privește muzica metal”; de asemenea, cel mai apreciat instrument folosit la compunerea CD-ului era claviatura, cu ajutorul acestuia cântecele fiind atmosferice și cursive. Criticul Robert Taylor (Allmusic) și-a încheiat recenzia astfel: „[Mother Earth] este un album de reper, care a impus noi standarde pentru creativitate, muzicalitate și gust – nu numai pentru metal, ci și pentru toate celelalte genuri”.

## Ordinea pieselor pe disc
Versiunea standard
1. „Mother Earth” — 5:29
2. „Ice Queen” — 5:20
3. „Our Farewell” — 5:18
4. „Caged” — 5:47
5. „The Promise” — 8:00
6. „Never-Ending Story” — 4:02
7. „Deceiver of Fools” — 7:35
8. „Intro” — 1:06
9. „Dark Wings” — 4:14
10. „In Perfect Harmony” — 6:58